# Ghicani
Ghicani – wieś w Rumunii, w okręgu Vaslui, w gminie Alexandru Vlahuță. W 2011 roku liczyła 195 mieszkańców.